# Ольшанский, Борис Михайлович
Ольшанский Борис Михайлович (род. 25 февраля 1956, Тамбов) — советский и российский художник-славянист, продолжатель традиций русской школы живописи, автор более 300 картин.

## Биография
Ольшанский родился 25 февраля 1956 года в Тамбове. С детства увлекался живописью — свои ранние работы посвящал сельскому быту. В 1980 году окончил Пензенское художественное училище имени К. А. Савицкого, в 1986 году — Суриковский институт в Москве, где обучался в книжной мастерской профессора Б.А. Дехтерёва.
С 1986 года Ольшанский сотрудничал с издательствами: «Детская литература», «Художественная литература», «Изобразительное искусство», «Молодая гвардия», «Радуга», по возвращении в Тамбов — с газетой «Литературный Тамбов». В 1989 году Ольшанский был принят в Союз художников СССР.

## Творчество
Творчество Ольшанского отображает русские сказания. В своих работах художник старается представить повседневную жизнь людей дохристианской Руси, следуя историческим фактам и свидетельствам современников. Персонажи на его полотнах полны спокойствия и уверенности. С 1990 года создаёт монументальные живописные полотна на историческую тему. Многие его работы посвящены батальным сценам (к примеру, сюжет картины Слава Руси. Твой щит на вратах Царьграда был позаимствован из описания похода Вещего Олега на Царьград из Повести временных лет). В своём творчестве Ольшанский использует также символику, например, представление Берегини, укрывающей Русь пологом своего плаща.
В 2006 году работы Ольшанского были опубликованы в авторской книге-альбоме Борис Ольшанский (издательство «Белый город»). То же издательство в 2011 году издало альбом художника Возвращение Руси (тиражом 1500). Ольшанский является иллюстратором книги Легенды и предания Тамбовского края, отмеченную властями Тамбова. Более полный список публикации с работами художника находится на сайте Тамбовской областной универсальной научной библиотека имени А. С. Пушкина.

## Выставки работ
Начиная с 1993 года, Ольшанский выставлял свои картины в областных, республиканских и зарубежных выставках:
- 1993, 1999: персональные выставки в Тамбовской картинной галерее
- 1994—1997: выставки художников «На Крыше»
- 1995—2000: участие в пяти групповых выставках художников в Центральном доме художника в Москве
- 1997: участие в юбилейной выставке «850 лет Москвы»
- 1998: участие в региональной выставке в Москве
- 1999: участие во Всероссийской художественной выставке в Москве
- 1999, 2000: две персональные выставки в Центральном доме художника в Москве
- 2000: участие во Всероссийской художественной выставке «Милениум» в Москве
- 2001: персональная выставка в Турку (Финляндия)
- 2002: персональная выставка в Академии управления МВД России
- 2002: персональная выставка в Комитете общественных и межрегиональных связей правительства Москвы
- 2003: участие во Всероссийской художественной выставке исторической живописи «Тысячелетняя Россия: образы жизни» в Москве[7]
- 2012: персональная выставка в Российской академии художеств в Москве[3]